# Evergestis isatidalis
Evergestis isatidalis là một loài bướm đêm trong họ Crambidae.